# Quartetto per archi n. 1 (Borodin)
Il Quartetto per archi n. 1 in la maggiore, sottotitolato Su un tema di Beethoven, fu composto da Aleksandr Porfir'evič Borodin tra il 1874 ed il 1879.

## Storia della composizione
Sembra che Borodin abbia iniziato a comporre il suo primo quartetto per archi nell'estate del 1874, mentre stava lavorando a Il principe Igor'. L'anno successivo ne mostrò alcune bozze a Modest Petrovič Musorgskij e Vladimir Stasov, che non approvarono l'uso di una forma musicale che ritenevano obsoleta. La prima esecuzione dell'opera ebbe luogo nel dicembre del 1880 a San Pietroburgo, da parte del quartetto della Società Musicale Russa. Il quartetto fu accolto positivamente ed un critico affermò che Borodin aveva composto il primo grande pezzo russo di musica da camera.

## Struttura della composizione
Il primo movimento del quartetto inizia con una lenta introduzione, seguita dall'Allegro, il cui primo tema è derivato dall'ultimo movimento del quartetto di si bemolle maggiore, op. 130 di Ludwig van Beethoven. Il secondo movimento, Andante con moto, è in fa diesis minore e presenta un carattere malinconico, ispirato ad un canto popolare russo molto apprezzato dal compositore. Il terzo movimento è un vivace Scherzo in fa maggiore, con il Trio in la maggiore e do maggiore. Il finale Allegro risoluto in la minore si presenta in forma sonata tripartita.